# نيدة
نِيدَة أو نيكده  ويقال نِغْدَة[بحاجة لمصدر] (بالتركية: Niğde) هي مدينة تركية وعاصمة ولاية نيدة. يبلغ تعداد سكانها حوالي 205 ألف نسمة حسب إحصاءات سنة 2014.

## المناخ
يظهر الجدول التالي التغييرات المناخية على مدار السنة لنيدا:
| البيانات المناخية لـنيدا                             | البيانات المناخية لـنيدا | البيانات المناخية لـنيدا | البيانات المناخية لـنيدا | البيانات المناخية لـنيدا | البيانات المناخية لـنيدا | البيانات المناخية لـنيدا | البيانات المناخية لـنيدا | البيانات المناخية لـنيدا | البيانات المناخية لـنيدا | البيانات المناخية لـنيدا | البيانات المناخية لـنيدا | البيانات المناخية لـنيدا | البيانات المناخية لـنيدا |
| الشهر                                                | يناير                    | فبراير                   | مارس                     | أبريل                    | مايو                     | يونيو                    | يوليو                    | أغسطس                    | سبتمبر                   | أكتوبر                   | نوفمبر                   | ديسمبر                   | المعدل السنوي            |
| ---------------------------------------------------- | ------------------------ | ------------------------ | ------------------------ | ------------------------ | ------------------------ | ------------------------ | ------------------------ | ------------------------ | ------------------------ | ------------------------ | ------------------------ | ------------------------ | ------------------------ |
| الدرجة القصوى °م (°ف)                                | 18.6 (65.5)              | 19.6 (67.3)              | 26.3 (79.3)              | 30.8 (87.4)              | 32.0 (89.6)              | 34.8 (94.6)              | 38.5 (101.3)             | 37.8 (100.0)             | 34.6 (94.3)              | 30.6 (87.1)              | 24.6 (76.3)              | 20.9 (69.6)              | 38.5 (101.3)             |
| متوسط درجة الحرارة الكبرى °م (°ف)                    | 4.6 (40.3)               | 6.1 (43.0)               | 11.1 (52.0)              | 16.6 (61.9)              | 21.3 (70.3)              | 25.7 (78.3)              | 29.3 (84.7)              | 29.3 (84.7)              | 25.6 (78.1)              | 19.7 (67.5)              | 12.9 (55.2)              | 7.1 (44.8)               | 17.4 (63.4)              |
| المتوسط اليومي °م (°ف)                               | −0.4 (31.3)              | 0.8 (33.4)               | 5.2 (41.4)               | 10.5 (50.9)              | 15.1 (59.2)              | 19.3 (66.7)              | 22.6 (72.7)              | 22.2 (72.0)              | 17.7 (63.9)              | 12.1 (53.8)              | 6.1 (43.0)               | 1.8 (35.2)               | 11.1 (52.0)              |
| متوسط درجة الحرارة الصغرى °م (°ف)                    | −4.6 (23.7)              | −3.6 (25.5)              | 0.0 (32.0)               | 4.5 (40.1)               | 8.3 (46.9)               | 11.8 (53.2)              | 14.8 (58.6)              | 14.3 (57.7)              | 10.2 (50.4)              | 6.0 (42.8)               | 1.2 (34.2)               | −2.4 (27.7)              | 5.0 (41.1)               |
| أدنى درجة حرارة °م (°ف)                              | −21.7 (−7.1)             | −24.2 (−11.6)            | −23.9 (−11.0)            | −6.9 (19.6)              | −2.6 (27.3)              | 3.5 (38.3)               | 7.1 (44.8)               | 6.7 (44.1)               | 1.0 (33.8)               | −5.2 (22.6)              | −14.7 (5.5)              | −20.6 (−5.1)             | −24.2 (−11.6)            |
| الهطول مم (إنش)                                      | 31.4 (1.24)              | 32.2 (1.27)              | 35.0 (1.38)              | 45.2 (1.78)              | 48.3 (1.90)              | 25.0 (0.98)              | 4.9 (0.19)               | 3.9 (0.15)               | 7.9 (0.31)               | 26.9 (1.06)              | 32.2 (1.27)              | 40.7 (1.60)              | 333.6 (13.13)            |
| متوسط الأيام الممطرة                                 | 10.4                     | 10.6                     | 11.2                     | 11.8                     | 12.2                     | 6.8                      | 2.0                      | 1.5                      | 2.9                      | 6.7                      | 7.7                      | 11.0                     | 94.8                     |
| ساعات سطوع الشمس الشهرية                             | 120.9                    | 134.4                    | 186                      | 213.9                    | 275.9                    | 333                      | 375.1                    | 356.5                    | 300                      | 229.4                    | 159                      | 117.8                    | 2٬801٫9                  |
| المصدر #1: Devlet Meteoroloji İşleri Genel Müdürlüğü |                          |                          |                          |                          |                          |                          |                          |                          |                          |                          |                          |                          |                          |
| المصدر #2: Hong Kong Observatory                     |                          |                          |                          |                          |                          |                          |                          |                          |                          |                          |                          |                          |                          |

## توأمة
لنيدا اتفاقيات توأمة مع:
- ميله

## أعلام
- عبد الله دوراك
- نوكهت دورو
- أبو بكر حازم بك
- مارتروس كافوكجيان